# Vuia Mor
Vuia Mor, schottisch-gälisch Fuaigh Mòr, ist eine schottische Insel der Äußeren Hebriden. Sie liegt in der gleichnamigen Council Area und war historisch Teil der traditionellen Grafschaft Ross-shire beziehungsweise der Verwaltungsgrafschaft Ross and Cromarty.

## Geographie
Vuia Mor liegt in der Bucht Loch Roag vor der Westküste der Insel Lewis. Die Insel liegt zwischen Great Bernera und Lewis, von denen sie durch 730 Meter beziehungsweise 580 Meter weite Wasserstraßen getrennt ist. Die Schwesterinsel Vuia Beg liegt 680 Meter südwestlich, Vacasay rund einen Kilometer nordwestlich.
Die Insel weist eine maximale Länge von 1,81 Kilometern bei einer Breite von etwa einem Kilometer auf. Hieraus ergibt sich eine Fläche von 84 Hektar. Ihre höchste Erhebung ragt 68 Meter über den Meeresspiegel auf.

## Geschichte
Die Besiedlung Vuia Mors ist bis in die Stein- oder Bronzezeit zurückverfolgbar. So finden sich auf der Insel mehrere Cairns (Grabhügel). Eine Steinanordnung auf einer Landzunge lässt die Möglichkeit erscheinen, dass sich dort eine prähistorische rituelle Stätte befand. Zwei weitere Cairns stammen vermutlich aus der Zeit der Wikingerbesiedlung.
Bis um die Mitte des 19. Jahrhunderts, als ungefähr 50 Personen dort lebten, war die heute unbewohnte Insel besiedelt. Die Einwohner wurden von den Landeignern angehalten, Kelp (Braunalgen), der als Dünger, Brennstoff oder Lebensmittel genutzt wurde, zu sammeln und zu trocknen. Die Insel wurde 1841 oder kurz danach im Zuge der Highland Clearances auf brutale Weise entvölkert, um Weidefläche für Schafe zu schaffen.